# Франсиско де Борха Тельес-Хирон-и-Пиментель
Франсиско де Борха Тельес-Хирон и Пиментель, 10-й герцог де Осуна (исп. Francisco de Borja Téllez-Girón y Pimentel; 6 октября 1785, Мадрид — 21 мая 1820, Посуэло-де-Аларкон) — испанский аристократ, 10-й герцог Осуна и гранд Испании.

## Биография
Родился 6 октября 1785 года в Мадриде. Седьмой сын Педро де Алькантары Тельса-Хирона-и-Пачеко, 9-го герцога Осуны (1756—1807), и его двоюродной сестры, Марии Хосефы Пиментель и Тельес-Хирон, 12-й герцогини Бенавенте (1752—1834).
Как и его брат, он получил тщательное образование у своего наставника Диего Клеменсина, будущего министра и члена Королевской испанской академии. В 1796 году он вступил в Орден Калатравы, а также был кавалером палаты, находившимся на службе у королей Карлоса IV и Фердинанда VII. Следуя по стопам отца, он начал свою военную карьеру и дослужился до чина старшего лейтенанта Королевского пехотного гвардейского полка и подполковника Королевского добровольческого полка.
В январе 1807 года после смерти своего отца Франсиско де Борха унаследовал его владения и титулы, став 10-м герцогом Осуной, 11-м маркизом де Пеньяфьель, 2-м герцогом де Монтеагудо, 17-м маркизом де Сахара, 16-м маркизом де Ломбай, 14-м графом де Уренья, 23-м графом де Майорга, графом де Белалькасар и 6-м графом де Фонтанар.
Ему принадлежало обширное наследство, которое было конфисковано Жозефом Бонапартом, когда он был объявлен королем Испании (12 ноября 1808 г.), учитывая его поддержку дела Фердинанда VII во время войны за независимость, хотя позже он вернул его.
В эти годы он отличился активным участием против французов, с первого же момента отказавшись быть членом Байоннских кортесов и сбежав в Мадрид, где пытался организовать сопротивление захватчикам. На критику в его адрес был дан ответ в 26-м выпуске журнала «Робеспьер» (периодическое издание, издаваемое в Кадисе).
Герцог Осуна скончался 21 мая 1820 года в Посуэло-де-Аларкон, недалеко от Мадрида.

## Семья
19 марта 1802 году в Мадриде Франсиско де Борха женился на Марии Франсуазе Филиппине Бофор-Спонтин (3 июля 1785 — 28 января 1830), дочери Фредерика Августа Александра, герцога Бофор-Спонтин (1751—1817), и его жены Леопольдины Альварес де Толедо (1760—1792), которая, в свою очередь, была дочерью Педро де Алькантара Альварес де Толедо и Сильва, 12-го герцога Инфантадо. у супругов было двое сыновей:
- Педро де Алькантара Тельес-Хирон и Бофорт-Спонтин (10 сентября 1810, Кадис — 29 сентября 1844, Мадрид), 11-й герцог Осуна и гранд Испании (1820—1844)
- Мариано Франсиско де Борха Хосе Хусто Тельес-Хирон и Бофорт-Спонтин (19 июля 1814, Мадрид — 2 июня 1882, Борен), 12-й герцог Осуна и гранд Испании (1844—1882).